# Çağıl Özge Özkul
Çağıl Özge Özkul (27 de septiembre de 1988, Ankara, Turquía) es una modelo y reina de belleza turca ganadora del título Miss Turquía Universo 2011 el 31 de mayo del mismo año en el Kirdar Convention and Exhibition Center en Estambul y representante de dicho país en el Miss Universo 2012.

## Vida personal
Çağıl Özge o «Cha Cha» (como la llaman sus amigos) es una joven modelo turca que nació y se crio en la ciudad capital Ankara con su hermano y sus padres. Sus intereses en la vida son ver partidos de Fútbol con los amigos, salir a caminar con su perro, y el aprendizaje del español. Actualmente Çağıl Özge trabaja como modelo y es licenciado en Economía por la Universidad de Atilim.

## Miss Universo 2012
Çağıl representó a su país en el certamen Miss Universo 2012, el cual se llevó a cabo en la ciudad de Las Vegas, Estados Unidos, donde se midió con otras 88 candidatas de diferentes países y regiones para ganar el título que hasta entonces ostentaba la angoleña Leila Lopes; En la noche final del concurso, Özkul logra posicionar a Turquía en el grupo de las 16 finalistas, algo que no ocurría desde 1990. El certamen fue ganado finalmente por la estadounidense Olivia Culpo.
| Predecesor: Melissa Aslι Pamuk | Miss Turquía Universo 2012 | Sucesor: Berrin Keklikler Resimleri |